# سوپ‌کاپی (فلوریدا)
سوپ‌کاپی (به انگلیسی: Sopchoppy) شهری در شهرستان واکولا ایالت فلوریدا است که در سال ۱۹۵۵ بنیان‌گذاری شده‌است. این شهر طبق سرشماری سال ۲۰۱۰ میلادی، ۴۵۷ نفر جمعیت داشته و مساحت آن نیز ۳٫۹ کیلومتر مربع است.